# 里克·凯珀斯
里克·凯珀斯（荷蘭語：Rik Kuypers，1925年4月11日—2019年5月22日），比利时电影导演。他在1947年至1981年间导演了29部电影。他参与执导的电影《完美的世界》参展了1956年戛纳电影节。

## 代表作品
- 《完美的世界（荷兰语：Meeuwen sterven in de haven）》（1955年）